# ألدو مانوتسيو

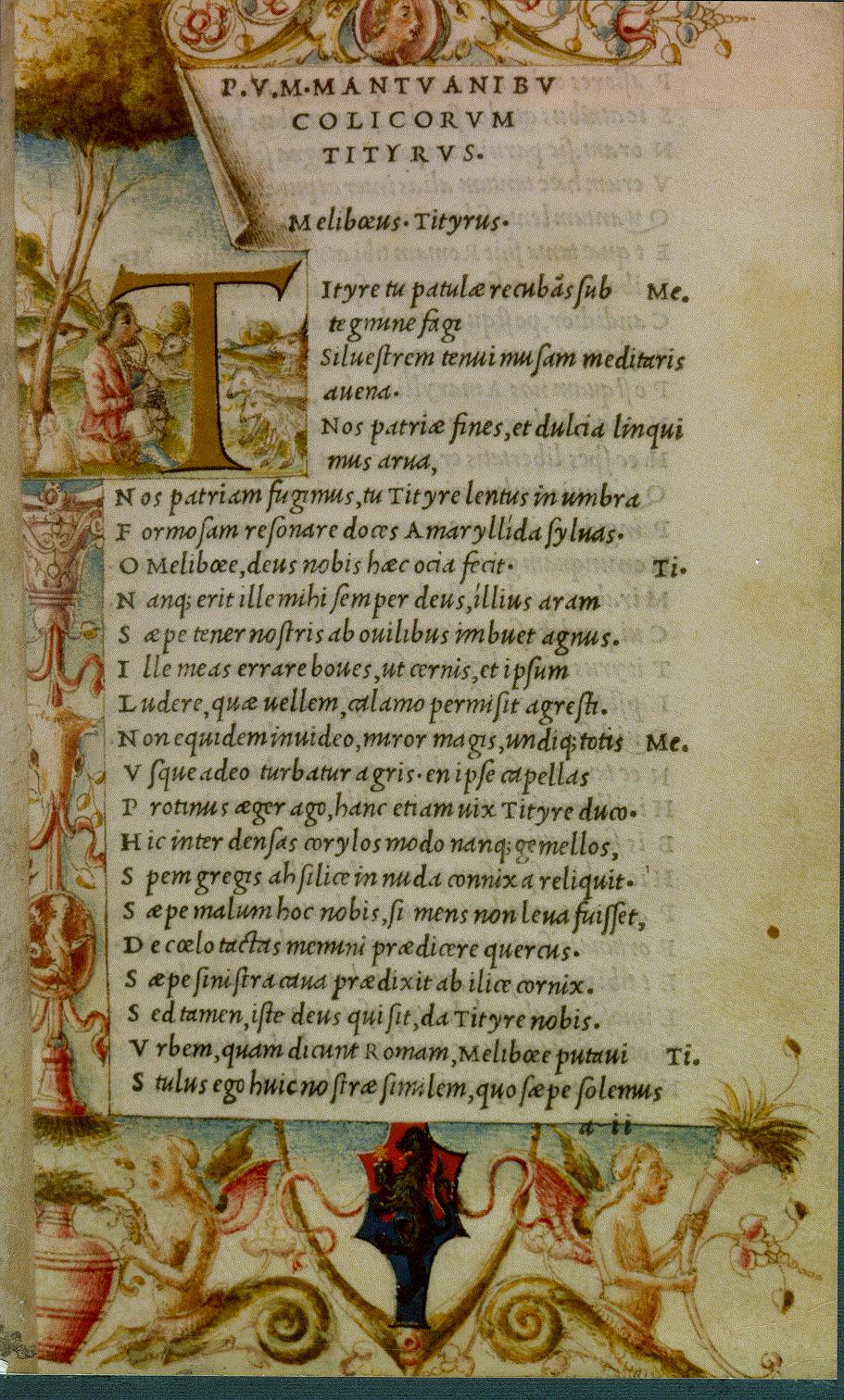
نسخة من فرجيل من الإصدار الألديني عام 1501

ألدوس بيوس مانوتيوس (باللاتينية: Aldus Pius Manutius) (وُلد 1449 - 6 فبراير 1515) هو الاسم اللاتيني لألدو مانوتسيو والمعروف أحياناً باسم ألدوس مانوتيوس الأكبر للتمييز بينه وبين حفيده ألدوس مانوتيوس الأصغر. كان إنسانياً إيطالياً وناشراً من عصر النهضة أسس الصحافة الألدينية في البندقية. يشمل إرثه اختراع خط الطباعة المائل، ووضع الاستخدام الحديث للفاصلة المنقوطة، وإدخال الكتب الرخيصة في أحجام صغيرة يضمها الرق والتي كانت مثل كتب الجيب الحديثة. تعمق في دراسة اللغتين اليونانية والاغريقية وغدا متخصصا في النحو والأدب والنقد وعلم الأخلاق

## روابط خارجية
- ألدو مانوتسيو على موقع الموسوعة البريطانية (الإنجليزية)
- ألدو مانوتسيو على موقع الموسوعة البريطانية (الإنجليزية)
- ألدو مانوتسيو على موقع إن إن دي بي (الإنجليزية)